# 指南車

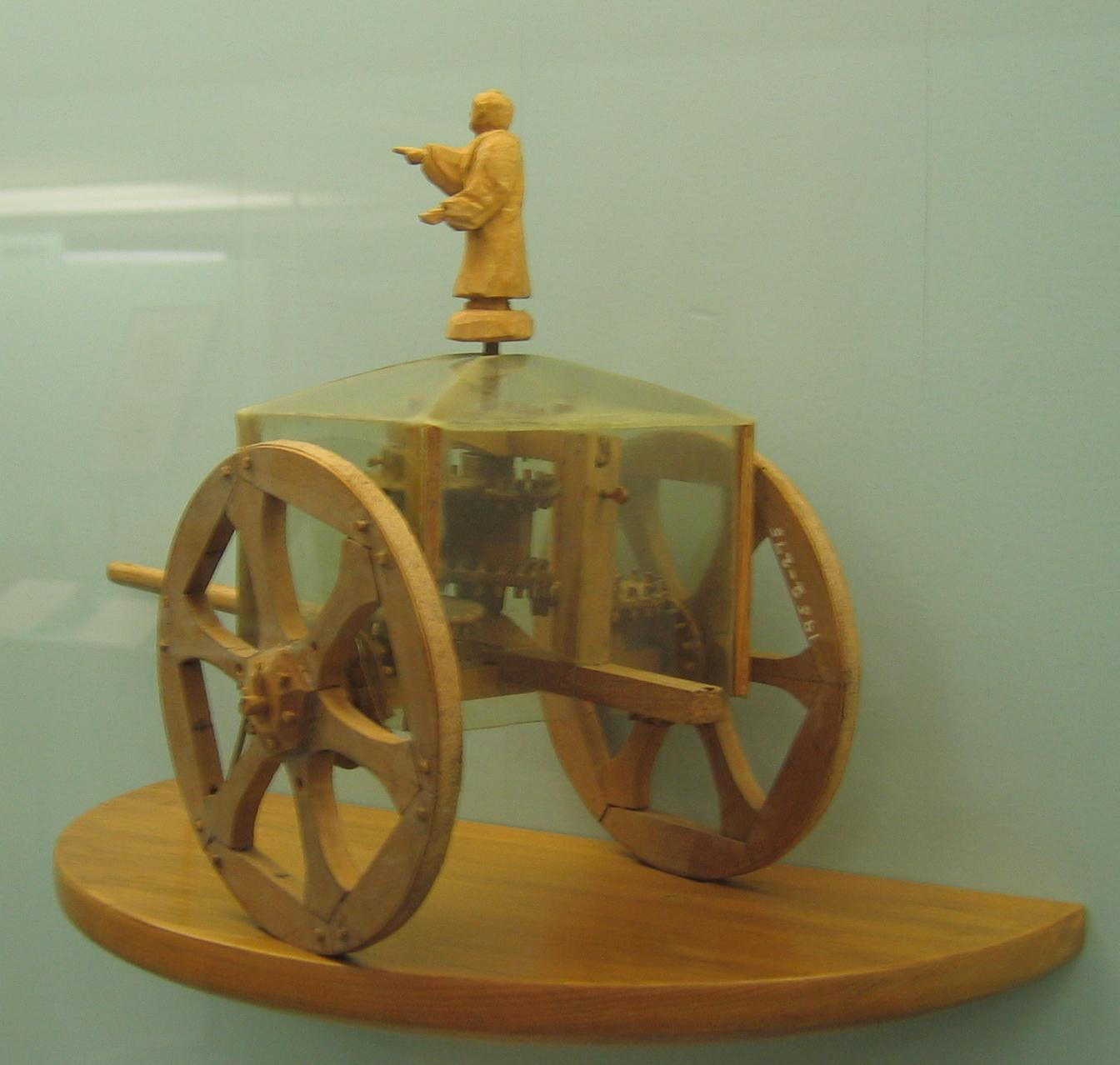
指南車の模型

三才図会の描写（1609年）

指南車（しなんしゃ）は、乗っている仙人の人形が常に一定の方向を指し示す車のこと。

## 概要
中国の伝説の皇帝である黄帝が戦のために指南車を作らせたと史書に記載がある。それによると磁石は使われず、左右の車輪の回転の差から機械的機構により方位を特定する仕組みであったとされている。その仕組みは、現代の自動車などにおける差動歯車の原理に類似するものである。
羅針盤とは異なり「自ら南の方角を探し当て示し続ける」機能は無く、指南車の示す方向はあくまで操作者が最初に設定した方角である。台車を床に置き、あらゆる方角に台車を転がし差し向けても、台上の仙人人形は同一の方角を指し示すのである。
つまり、その機構上指し示す方角は南である必要はないが、指南車と称されているのは『易経』の「聖人は南面して天下を聴き…」の文に基づくとされる。
また、指南車の指南という言葉は「指し示す」という意味から「教える」という意味に使われ、同様に教師・先生のことを指南役ともいう。なお直接の関連はないが同様の意味の英語の orientation の原義は「東に向ける」である。また、ポルトガル語では同様の意味でnortear（原義としては「北を示す」）という動詞が存在する。

## 伝説・歴史
指南車にまつわる伝説として、史書には次のように記されている。
中国の国家の創立者である黄帝・軒轅（けんえん）は、崑崙山脈の壮大な宮殿に住んでいた。一方、同じ時期に敵対していた部族長・蚩尤は戦上手であり、黄帝の領土に攻め込んだ。その際、蚩尤は人工的に霧を起こし目くらまししようとしたが、指南車があることで黄帝は方向を見失わず勝利したという。
古代中国においても伝説上のものと考えられたが、張衡や馬鈞が実際に（おそらく独自に）製作・復元に成功した。
日本では斉明天皇4年（658年）と天智天皇5年（666年）に製作された記録が『日本書紀』に見られる（江戸時代の『和漢三才図会』にも引用が見られる）。10世紀中頃の『和名類聚抄』巻十一の記述として、周の成王の時に用いられた逸話が説明されている。

## 実物

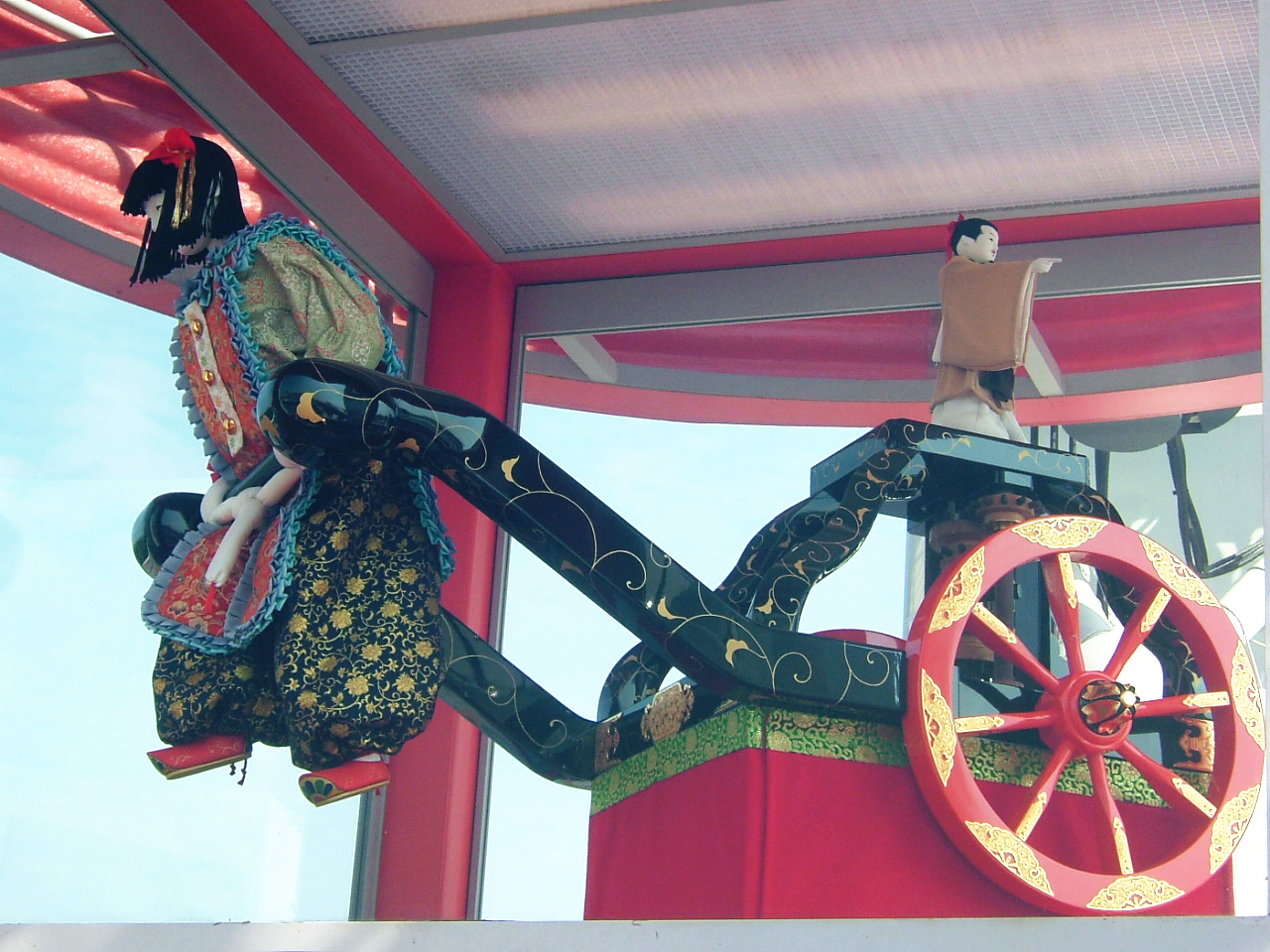
指南車のからくり人形。愛知万博にて

現在では古い時代の物は残っていないが、復元されたものは、北京の中国歴史博物館・台北の国立故宮博物院に所蔵されているほか、日本国内では高山祭の屋台試作、愛知万博の長久手愛知県館の展示物の例がある。